# Microsoft Academic
Microsoft Academic est un moteur de recherche public pour la littérature et les publications académiques, développé par Microsoft Research. Le 4 mai 2021, Microsoft a annoncé que l'outil serait désactivé à partir du 31 décembre 2021. 

## Description
Relancé en 2016, cet outil présente une structure de données et un moteur de recherche entièrement nouveaux, utilisant des technologies de recherche sémantique. Il indexe, en octobre 2019, plus de 230 millions de publications. En 2017, 88 millions étaient des articles de revues. L'API Academic Knowledge permet la récupération d'informations à partir de la base de données sous-jacente à l'aide de critères d'évaluation REST à des fins de recherche avancée. 
Ce service remplace l'ancien projet de recherche, Microsoft Academic Search, dont Microsoft avait mis fin au développement en 2012. 
Des études préliminaires effectuées par des bibliométres laissent penser que Microsoft Academic sera un concurrent de Google Scholar, Web of Science et Scopus pour la recherche universitaire et l'analyse des citations,.